# 2003 في ماليزيا
فيما يلي قوائم الأحداث التي وقعت خلال عام 2003 في ماليزيا.

## سياسة

### تعيين في المنصب
- 31 أكتوبر – عبد الله أحمد بدوي رئيس وزراء ماليزيا.

### انتهاء فترة المنصب
- 31 أكتوبر – عبد الله أحمد بدوي نائب رئيس وزراء ماليزيا [الإنجليزية]‏.
- 31 أكتوبر – مهاتير محمد رئيس وزراء ماليزيا.

## رياضة
- 1 يناير – جائزة ماليزيا الكبرى للدراجات النارية 2003
- 23 مارس – جائزة ماليزيا الكبرى 2003 الفائز كيمي رايكونن.

## وفيات

### أغسطس
- 9 أغسطس – علي بكر (مواليد 1947) لاعب كرة قدم ماليزي.